# Stenopygium nubeculum
Stenopygium nubeculum är en tvåvingeart som beskrevs av Becker 1922. Stenopygium nubeculum ingår i släktet Stenopygium och familjen styltflugor.
Artens utbredningsområde är Peru. Inga underarter finns listade i Catalogue of Life.